# Tamila Taşeva
Tamila Taşeva (n. 1 august 1985, Samarqand, Republica Sovietică Socialistă Uzbecă, URSS) este o politiciană și personalitate publică ucraineană de origine tătară crimeeană. De asemenea, este o activistă pentru drepturilor omului, co-fondatoare a ONG-ului „CrimeaSOS⁠(d)”.
Este deputat în Rada Supremă a Ucrainei din 6 decembrie 2024 și Reprezentant permanent al Președintelui Ucrainei în Republica Autonomă Crimeea din 25 aprilie 2022.

## Biografie
Tamila Taşeva s-a născut în 1985 la Samarkand, RSS Uzbecă, într-o familie de tătari crimeeni deportați. În 1991, familia sa s-a întors în Crimeea și s-a stabilit într-un sat de lângă Simferopol.
A studiat la Facultatea de Limbi Orientale a Universității de Stat „Volodîmîr Vernadskîi” din Taurida⁠(d), specializarea filologie arabă. În 2002, s-a alăturat Centrului de Tineret al Tătarilor Crimeeni, unde a organizat evenimente culturale.
Ea a participat activ la Revoluția Portocalie, organizând mitinguri în Crimeea. La protestele din Kiev, a făcut cunoștință cu reprezentanți ai organizației civice „Fundația inițiativelor regionale⁠(d)”. Ulterior, a preluat conducerea filialei din Crimeea a acestei organizații.
În 2006, a devenit asistentă a deputatei Lesea Orobeț⁠(d). Apoi a lucrat ca analist în partidul Ucraina Noastră. În 2010, a primit o funcție de conducere în editura „Naș Format⁠(d)”, după care a devenit managerul de PR al formației rock TiK⁠(d).
Din decembrie 2013, Taşeva a luat parte la Revoluția ucraineană din 2014 și s-a oferit voluntară la spitalul Euromaidanului. Puțin timp mai târziu a creat, împreună cu alți activiști, pagina de Facebook „CrimeaSOS⁠(d)”, destinată documentării crizei din Crimeea, a politicii represive a Federației Ruse și a încălcărilor drepturilor omului pe teritoriul Crimeei, cât și menținerii relațiilor cu concetățenii ajunși sub ocupație. Ulterior, „KrymSOS” s-a transformat într-o organizație civică, concentrată pe problema emigrării tătarilor crimeeni și cea a încălcării drepturilor locuitorilor peninsulei.
La 25 octombrie 2019, prin decret prezidențial, a fost numită Reprezentant Permanent Adjunct al Președintelui Ucrainei în Republica Autonomă Crimeea. Din 25 aprilie 2022, este Reprezentant Permanent al Președintelui Ucrainei⁠(d) în Republica Autonomă Crimeea, implicându-se în elaborarea și implementarea politicilor de reintegrare, precum și în sprijinirea inițiativelor legislative care vizează pregătirea pentru reintegrarea Crimeei după eliberarea acesteia. A participat la elaborarea Strategiei de eliberare și reintegrare a Republicii Autonome Crimeea și a orașului Sevastopol, precum și la pregătirea mai multor inițiative legislative, cum ar fi legea privind statutul popoarelor indigene din Ucraina Promovează dezvoltarea limbii tătare crimeene și a participat la organizarea primului summit al Platformei Crimeea.
Din 2020 până în 2023, a fost membră a consiliului de supraveghere al Institutului Ucrainean.
La 25 noiembrie 2024, Comisia Electorală Centrală a validat mandatul de deputat al Tamilei Taşeva în legislatura a IX-a a Radei Ucrainei, din partea Partidului Holos⁠(d).

## Premii
Prin decrete prezidențiale, Tamila Taşeva a fost decorată cu Medalia jubiliară „25 de ani de independență a Ucrainei”⁠(d) în 2016 și cu Ordinul Cneaghinei Olha⁠(d) gradul III în 2019. De asemenea, a fost laureată a Premiului „Sérgio Vieira di Mello” la categoria „Personalități” (2019), Premiului „Pentru slujba Islamului și a Ucrainei” oferit de Administrația spirituală a musulmanilor din Ucraina „Umma” (2024) și a Premiului Institutului pentru Diplomația Populară a Femeilor din Ucraina „Vocea păcii prin valori și unitate” în categoria „Femei influente în diplomație” (2024).
În martie 2024, Taşeva a fost inclusă în clasamentul a 100 de femei lidere în cadrul proiectului „UP⁠(d) 100. Puterea femeilor” la categoria „Administrație publică și politică”, iar în luna mai a aceluiași an a devenit una din cele „50 de femei lidere inspiratoare” potrivit New Voice⁠(d).